# Ystad
Ystad ([ˈʏstɐ] o [ˈyːˌstɑːdʰ]) è una città portuale della Scania, la regione più a sud della Svezia.

## Storia
Ystad venne menzionata la prima volta nel 1244. Nel 1267 venne fondato un monastero francescano, Gråbrödraklostret. Nel XIV secolo la città entrò a far parte della Lega Anseatica. Nel 1658, a seguito del Trattato di Roskilde, passò dalla Danimarca alla Svezia assieme a tutta la Scania. Al tempo, aveva una popolazione di circa 1 600 abitanti. Nel 1850 gli abitanti erano circa 5 000. Dal 1866 Ystad fu collegata alla ferrovia e, a partire dall'ultimo decennio del XIX secolo, ospitò una guarnigione.
 Dopo la Seconda guerra mondiale, è diventata un porto importante per i traghetti verso la Polonia e l'isola danese di Bornholm.

## Economia
Le maggiori attività della città sono l'artigianato e il turismo.

## Monumenti e luoghi d'interesse

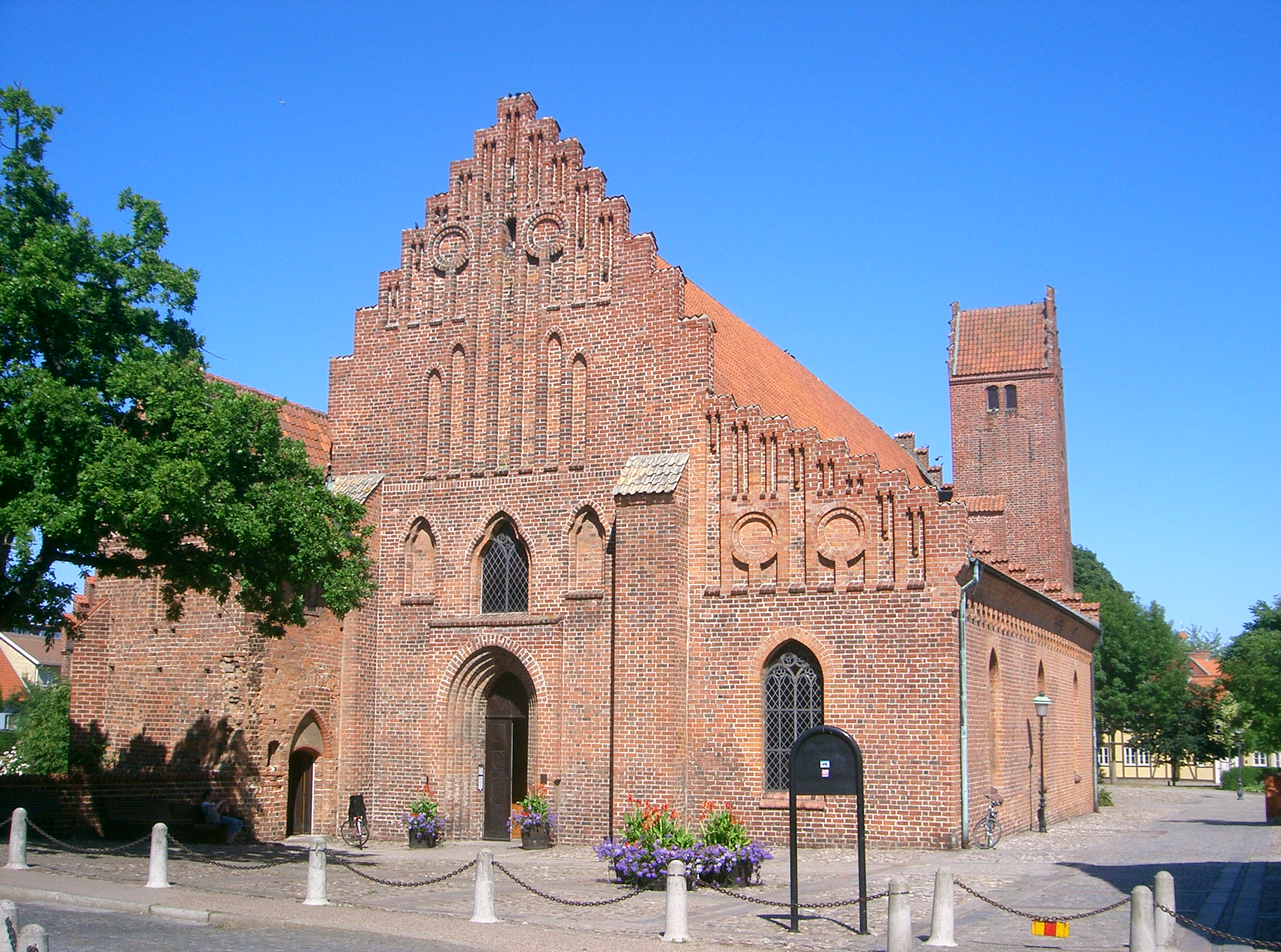
La chiesa medievale di San Pietro

- Chiesa medievale di San Pietro (Sankt Petri kyrka): è in stile gotico.

- Chiesa medievale di Santa Maria (Sankta Maria kyrka): è in stile gotico.
- Abazia di Ystad (Klostret i Ystad): attualmente ospita un museo sulla storia della città

## Cultura

### Nella cultura di massa

#### Letteratura
Ystad è inoltre conosciuta come la città del commissario di polizia Kurt Wallander, personaggio creato dallo scrittore Henning Mankell. È divenuta infatti meta dei lettori di Wallander che cercano il ristorante dell'hotel Continental, proprio di fronte al porto, dove il commissario spesso mangia, e soprattutto l'indirizzo della sua abitazione, al numero 8 di Mariagatan.

#### Media
L'unico quotidiano pubblicato attualmente a Ystad è l'Ystads Allehanda, che si occupa anche della cronaca locale delle municipalità vicine di Skurup, Tomelilla, Simrishamn e Sjöbo. Il quotidiano è stato fondato nel 1873.

## Infrastrutture e trasporti
Ystad è collegata tramite traghetto all'isola danese di Bornholm e alla città di Świnoujście, in Polonia.
La stazione ferroviaria di Ystad è situata lungo la Ystad Line e la Österlen Line. Il traffico passeggeri è attivo tra Malmö and Simrishamn (servizio effettuato dalla Skåne Commuter Rail). Fino a Dicembre 2017, un treno diretto collegava Ystad con Copenaghen tramite il Ponte di Øresund (servizio che veniva offerto dalle Danske Statsbaner).